# Ибн Руста
Ибн Ру́ста (устар. Ибн Даста); Абу-Али Ахмед Ибн-Омар (араб. أبو علي أحمد ابن عمر ابن رسته‎) — восточный учёный-энциклопедист 2-й половины IX — начала X века. По происхождению перс, уроженец Исфахана. 
Автор «Китаб ал-алак ан-нафиса» («Книга драгоценных ожерелий»). Сохранился её седьмой том, посвящённый астрономии и географии. Профессор Хвольсон, опубликовавший первый перевод на русский язык труда Ибн Руста, датировал его между 903 и 913 годами. Основным аргументом Хвольсона было отсутствие в труде упоминания о походе русов в 913 году на Каспий. Однако востоковед Гаркави отнёс написание труда к 930-м годам, найдя аналогии в описании волжских булгар между Ибн Фадланом (позже 922 года) и Ибн Русте.
Наиболее подробные и оригинальные сведения труда Ибн Руста посвящены Ирану. Описания народов Восточной Европы (славян, русов, булгар, хазар, алан и других) восходят ко 2-й половине IX века и являются древнейшими в дошедшей до нас арабской географической литературе.
Ибн Руста стал известен в наше время благодаря Шарлю Рьё, нашедшему в Британском музее рукопись с его сочинением, и российскому востоковеду Д. А. Хвольсону, издавшему с русским переводом и научным комментарием извлечения из неё, под названием: «Известия о Хазарах Буртасах, Болгарах, Мадьярах, Славянах и Руссах Ибн-Дасты» (СПб., 1869). Хвольсон неправильно прочитал имя автора как Ибн Даста. Ошибка была исправлена при полной публикации сочинения голландским арабистом Де Гуе в седьмом томе «Библиотеки арабских географов» (BGA) (1892).
К общему с Ибн Руста источнику в описании Восточной Европы восходят сочинения более поздних авторов Гардизи и Шараф аз-Заман Тахир аль-Марвази.

## Публикации
- Абу-Али Ахмед Бен Омар Ибн-Даста. Известия о хозарах, буртасах, болгарах, мадьярах, славянах и руссах. Факсим. изд. / Пер. с араб., комм. Д. А. Хвольсона. — Мн.: ООО «Ковчег», 2010. — XIV, 200 с. — ISBN 978-985-6950-15-8.
- Абу-Али Ахмед Бен Омар Ибн-Даста. Известия о хозарах, буртасах, болгарах, мадьярах, славянах и руссах. — СПб.: тип. Императорской Академии Наук, 1869.